# Маттиаччи, Марко
Марко Маттиаччи (род. 8 декабря 1970 года) бывший руководитель команды Феррари, выступающей в чемпионате мира по автогонкам в классе Формула-1.

## Карьера
Маттиаччи родился в Риме, и изучал экономику в университете «La Sapienza». С 1989 по 1999 годы он работал на Jaguar Cars в Великобритании. С 1999 года Маттиаччи работает в Феррари. С 2001 по 2002 год Маттиаччи был назначен руководителем запуска бренда Maserati на рынке Северной Америки. После череды повышений в США, Азии и Европе, в 2010 году он стал генеральным директором Ferrari North America. В 2012 за свою работу получил награду Automotive Executive of the Year Award.
14 апреля 2014 года стал руководителем команды Формулы-1 Феррари, заменив на этом посту Стефано Доменикали.
24 ноября 2014 года Маттиачи был заменен на Маурицио Арривабене на посту руководителя команды Феррари.
В 2016 году Маттиаччи присоединился к Faraday Future в качестве директора по глобальному бренду и коммерческого директора. 
В 2022 году Aston Martin назначил его глобальным директором по бренду и коммерческим директором. 